# Narbung

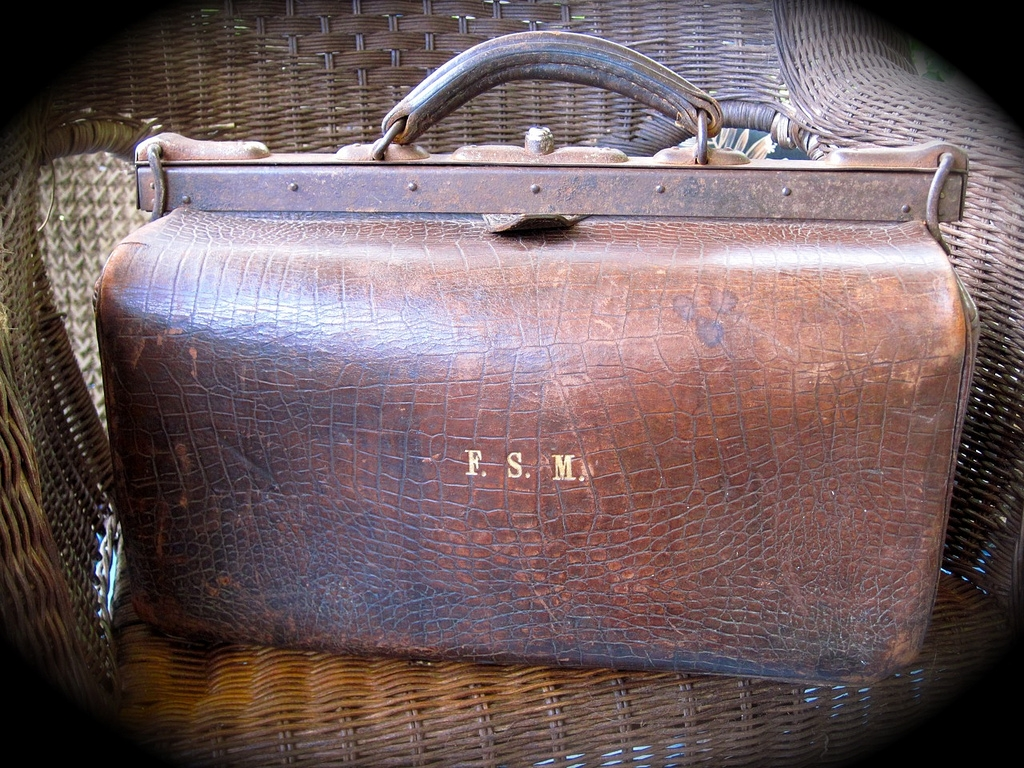
Tasche mit starker Narbung auf Leder

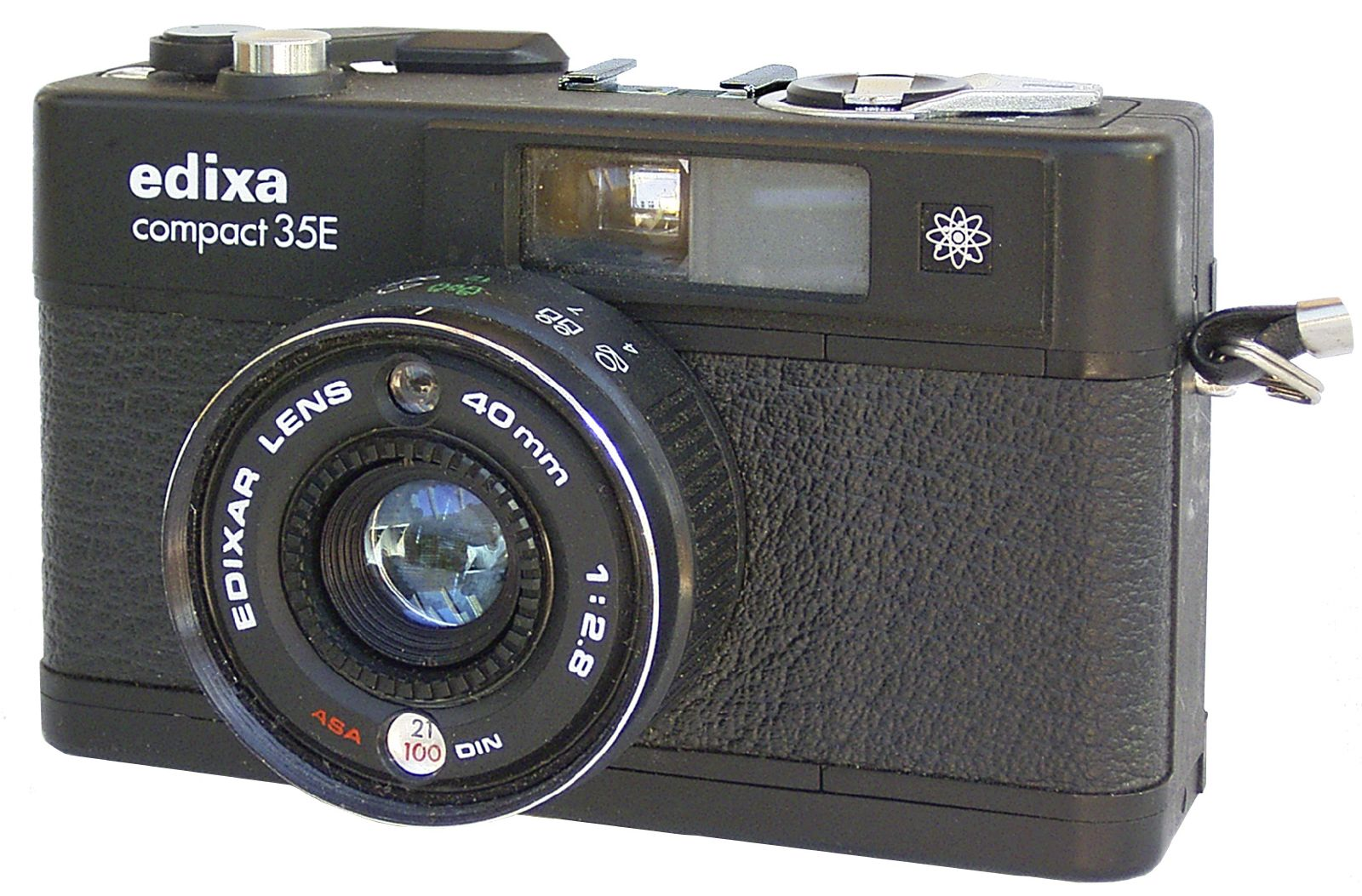
Kamera mit genarbter Kunstlederoberfläche

Narbung bezeichnet die Strukturierung einer Oberfläche, die wesentlich für die haptischen und visuellen Eigenschaften verantwortlich ist. Charakteristisch ist eine  bei natürlichen Oberflächen typischerweise unregelmäßige, bei technischen Oberflächen auch regelmäßig geometrische Variation der Oberflächentopographie.

## Beschreibung
Der Begriff wurde ursprünglich für die farblich und von der Dicke her unregelmäßige Oberflächenstruktur von Leder verwendet. Dabei bezeichnet die Narbenseite die zur Haarseite gerichtete Oberfläche. Jede Lederart weist ein einzigartiges charakteristisches Narbenbild auf. Durch Prägung und Färbung kann eine Narbung auch bei Spaltleder erzeugt werden.
Man findet die Narbung aber auch als Imitat von Naturleder und als Maserung von Holz, als Gewebestruktur von Textilien oder als künstliche Struktur auf den Oberflächen von Massen-Kunststoffteilen mit dem Ziel der Oberflächenoptimierung. Bevorzugt finden sich diese bei Kunststoffteilen im Innenraum von Autos, aber auch bei technischen Teilen, Geräteabdeckungen, Koffern, Gehäusen und vielen anderen Erzeugnissen.
Bei Kunststoffteilen entsteht die Narbung durch Abformung während der Kunststoffverarbeitung. Die auf den Formflächen im Formwerkzeug vorhandene negative Gravur wird bei jedem gefertigten Kunststoffteil an dessen Oberfläche als positives Abdruckmuster wiedergegeben. Die Fertigung geschieht schwerpunktmäßig durch eine spezielle Ätztechnik. Ätzstrukturen entstehen durch musterbildende säurefeste Abdeckungen im Formwerkzeug, wobei die ungeschützten Flächen durch Säureeinwirkung kontrolliert ausgeätzt/abgetragen werden. Weitere Verfahren sind Erodieren, Mikrofräsen und die Bearbeitung mit Laser.
1964 gelang es erstmals, die dreidimensionale Formhöhlung einer Stahlform verzerrungsfrei mit einer Ätzgravur zu versehen. Die daraus gefertigten Kunststoff-Spritzgussteile waren Etuis von Agfa für die Blitzlichtgeräte des Erfinders Artur Fischer.